# Ligue des champions féminine de l'EHF 1995-1996
Navigation
Ligue des champions 1994-1995 Ligue des champions 1996-1997
La Ligue des champions 1995-1996 est la 36e édition de la Ligue des champions, compétition de handball qui met aux prises les meilleures équipes européennes.
La compétition est remportée par le club croate du Podravka Koprivnica vainqueur en finale du club autrichien d'Hypo Niederösterreich, vainqueur de six des sept éditions précédentes.

## Tours préliminaires

### Seizièmes de finale
| Date    | Date    | Équipe 1                 | Équipe 2             | Résultat | Résultat | Résultat |
| Aller   | Retour  | Équipe 1                 | Équipe 2             | Aller    | Retour   | Total    |
| ------- | ------- | ------------------------ | -------------------- | -------- | -------- | -------- |
| 7 oct.  | 9 oct.  | El Osito Eliana Valencia | Dnjestr Tiraspol     | 44-13    | 41-13    | 85–26    |
| 7 oct.  | 8 oct.  | WAT Fünfhaus             | Akwes Burgas         | 24-25    | 23-20    | 47–45    |
| 7 oct.  | 14 oct. | Viborg HK                | Initia HC Hasselt    | 26-15    | 24-17    | 50–32    |
| 7 oct.  | 14 oct. | Ferencváros TC           | Rotor Volgograd      | 23-16    | 24-26    | 47–42    |
| 8 oct.  | 15 oct. | Hypo Niederösterreich    | MKS Lublin           | 34-20    | 22-15    | 56–35    |
| 7 oct.  | 15 oct. | Podravka Koprivnica      | LC Brühl             | 31-14    | 26-19    | 57–33    |
| 14 oct. | 15 oct. | TuS Walle Brême          | Martve Tbilissi      | 42-16    | 46-14    | 88–30    |
| 8 oct.  | 10 oct. | Bækkelagets SK           | Hapoël Rishon LeZion | 45-10    | 36-16    | 81–26    |
| 7 oct.  | 15 oct. | ASPTT Metz               | Novesta Zlín         | 24-24    | 30-14    | 54–38    |
| 7 oct.  | 9 oct.  | TMO Ankara               | Oltchim Vâlcea       | 15-35    | 14-30    | 29–65    |
| 8 oct.  | 14 oct. | Slovan Duslo Šaľa        | HC Motor Zaporijjia  | 25-22    | 17-26    | 42–48    |
| 7 oct.  | 8 oct.  | CS Madeira               | Budućnost Podgorica  | 15-20    | 20-27    | 35–47    |
| 7 oct.  | 14 oct. | Kometal GP Skopje        | HV Swift Roermond    | 27-19    | 24-24    | 51–43    |
| 7 oct.  | 15 oct. | Ungmennafélagið Stjarnan | Anagennisi Arta      | 24-16    | 19-30    | 43–46    |
| -       | -       | Politechnik Minsk        | PF Cassano Magnago   | Forfait  | Forfait  | Forfait  |
| -       | -       | RK Krim                  | Khalita Bakou        | Forfait  | Forfait  | Forfait  |

### Huitièmes de finale
| Date    | Date    | Équipe 1            | Équipe 2                 | Résultat | Résultat | Résultat |
| Aller   | Retour  | Équipe 1            | Équipe 2                 | Aller    | Retour   | Total    |
| ------- | ------- | ------------------- | ------------------------ | -------- | -------- | -------- |
| 11 nov. | 12 nov. | Anagennisi Arta     | Podravka Koprivnica      | 17-43    | 21-29    | 38–72    |
| 12 nov. | 19 nov. | Budućnost Podgorica | Hypo Niederösterreich    | 20-17    | 18-30    | 38–47    |
| 11 nov. | 19 nov. | ASPTT Metz          | Ferencváros TC           | 21-25    | 18-31    | 39–56    |
| 11 nov. | 19 nov. | Kometal GP Skopje   | El Osito Eliana Valencia | 27-22    | 18-27    | 45–49    |
| 11 nov. | 18 nov. | HC Motor Zaporijjia | Bækkelagets SK           | 17-18    | 19-19    | 36–37    |
| 18 nov. | 19 nov. | Politechnik Minsk   | TuS Walle Brême          | 22-32    | 15-26    | 37–58    |
| 12 nov. | 19 nov. | RK Krim             | Viborg HK                | 25-18    | 15-22    | 40–40E   |
| 11 nov. | 19 nov. | Oltchim Vâlcea      | WAT Fünfhaus             | 32-18    | 33-16    | 65–34    |

## Phase de groupe

### Groupe A
|   | Équipe                  | Pts | J | G | N | P | Bp  | Bc  | Diff |
| - | ----------------------- | --- | - | - | - | - | --- | --- | ---- |
| 1 | Podravka Koprivnica     | 10  | 6 | 5 | 0 | 1 | 153 | 126 | 27   |
| 2 | El Osito Eliana Valence | 6   | 6 | 3 | 0 | 3 | 143 | 141 | 2    |
| 3 | TuS Walle Brême         | 6   | 6 | 3 | 0 | 3 | 139 | 150 | -11  |
| 4 | Bækkelagets SK          | 2   | 6 | 1 | 0 | 5 | 128 | 146 | -18  |

| Date       | Club 1                  | Score         | Club 2                  |
| ---------- | ----------------------- | ------------- | ----------------------- |
| 13/01/1996 | Bækkelagets SK          | 20-25 (10-11) | El Osito Eliana Valence |
| 14/01/1996 | Podravka Koprivnica     | 30-24 (13-11) | TuS Walle Brême         |
| 21/01/1996 | El Osito Eliana Valence | 22-23 (15-11) | Podravka Koprivnica     |
| 21/01/1996 | TuS Walle Brême         | 25-21 (14-11) | Bækkelagets SK          |
| 10/02/1996 | TuS Walle Brême         | 24-23 (12-15) | El Osito Eliana Valence |
| 11/02/1996 | Bækkelagets SK          | 26-21 (15-7)  | Podravka Koprivnica     |
| 18/02/1996 | Bækkelagets SK          | 23-24 (10-10) | TuS Walle Brême         |
| 18/02/1996 | Podravka Koprivnica     | 28-20 (14-13) | El Osito Eliana Valence |
| 24/03/1996 | El Osito Eliana Valence | 26-20 (13-6)  | Bækkelagets SK          |
| 24/03/1996 | TuS Walle Brême         | 16-26 (8-11)  | Podravka Koprivnica     |
| 31/03/1996 | El Osito Eliana Valence | 27-26 (11-13) | TuS Walle Brême         |
| 31/03/1996 | Podravka Koprivnica     | 25-18 (7-10)  | Bækkelagets SK          |

### Groupe B
|   | Équipe                | Pts | J | G | N | P | Bp  | Bc  | Diff |
| - | --------------------- | --- | - | - | - | - | --- | --- | ---- |
| 1 | Hypo Niederösterreich | 11  | 6 | 5 | 1 | 0 | 147 | 112 | 35   |
| 2 | Ferencváros TC        | 8   | 6 | 3 | 2 | 1 | 145 | 137 | 8    |
| 3 | Viborg HK             | 4   | 6 | 2 | 0 | 4 | 140 | 141 | -1   |
| 4 | Oltchim Vâlcea        | 1   | 6 | 0 | 1 | 5 | 122 | 164 | -42  |

| Date       | Club 1                | Score         | Club 2                |
| ---------- | --------------------- | ------------- | --------------------- |
| 13/01/1996 | Oltchim Vâlcea        | 26-26 (14-14) | Ferencváros TC        |
| 14/01/1996 | Viborg HK             | 19-24 (11-11) | Hypo Niederösterreich |
| 20/01/1996 | Ferencváros TC        | 26-22 (14-9)  | Viborg HK             |
| 21/01/1996 | Hypo Niederösterreich | 23-18 (11-8)  | Oltchim Vâlcea        |
| 10/02/1996 | Oltchim Vâlcea        | 17-21 (8-13)  | Viborg HK             |
| 11/02/1996 | Hypo Niederösterreich | 24-21 (13-10) | Ferencváros TC        |
| 17/02/1996 | Viborg HK             | 24-25 (13-16) | Ferencváros TC        |
| 17/02/1996 | Oltchim Vâlcea        | 17-30 (11-15) | Hypo Niederösterreich |
| 23/03/1996 | Ferencváros TC        | 29-23 (15-9)  | Oltchim Vâlcea        |
| 23/03/1996 | Hypo Niederösterreich | 28-19 (6-12)  | Viborg HK             |
| 30/03/1996 | Viborg HK             | 35-21 (19-9)  | Oltchim Vâlcea        |
| 31/03/1996 | Ferencváros TC        | 18-18 (6-8)   | Hypo Niederösterreich |

## Finale
| Date  | Date   | Équipe 1              | Équipe 2            | Résultat | Résultat | Résultat |
| Aller | Retour | Équipe 1              | Équipe 2            | Aller    | Retour   | Total    |
| ----- | ------ | --------------------- | ------------------- | -------- | -------- | -------- |
| 4 mai | 11 mai | Hypo Niederösterreich | Podravka Koprivnica | 17 – 13  | 20 – 25  | 37 – 38  |

## Les championnes d'Europe
| Vainqueur de la Ligue des champions de l'EHF 1995-1996 Podravka Koprivnica 1er titre |

L'effectif du Podravka Koprivnica était,, :
- Valentina Cozma (ro)
- Božica Gregurić (Palčić)
- Samira Hasagić (hr)
- Andreja Hrg
- Dijana Ivandija
- Kristina Jambrović
- Tatjana Juki
- Ljerka Krajnović
- Irina Maljko
- Vlatka Mihoci
- Renata Pavlačić (hr)
- Snježana Petika (de)
- Željana Štević
- Mariana Tîrcă (en)

Entraîneur
- Josip Šojat